# Ludovic de Garnier des Garets
Pour les articles homonymes, voir Des Garets.
 (décembre 2013).
Si vous disposez d'ouvrages ou d'articles de référence ou si vous connaissez des sites web de qualité traitant du thème abordé ici, merci de compléter l'article en donnant les références utiles à sa vérifiabilité et en les liant à la section « Notes et références ».
Louis Marie (Ludovic) de Garnier des Garets, né à Trévoux (Ain) le 11 février 1838 et mort à Paris le 19 mars 1927, est un général français. Sorti de Saint-Cyr en 1857 (promotion du Prince Impérial), participe à la campagne de Chine de 1860 et de Cochinchine en 1861. Blessé à la bataille de Gravelotte et fait prisonnier dans Metz durant la guerre de 1870. Il poursuit sa carrière militaire dans l’Infanterie, participe activement à la création des bataillons alpins de chasseurs. Il devient général de division en 1892, puis commandant de corps d’armée en 1896 et membre du Conseil supérieur de la Guerre de 1901 à 1903. Il termine président de la Saint-Cyrienne jusqu’à son décès à l’âge de 89 ans.

## Biographie
Ludovic de Garnier des Garets est originaire du Beaujolais. Ses ascendants connus remontent au XVe siècle. Échevins de Lyon et de Villefranche, reconnus nobles au début du XVIe siècle, un grand nombre de ses ancêtres ont servi le roi dans ses armées.
Son père, Félix de Garnier des Garets fait de brillantes études militaires, participe à la Campagne d’Algérie, et à la prise d’Alger le 5 juillet 1830, mais à l’avènement de Louis Philippe, il refuse de prêter serment et donne sa démission, abandonnant ainsi la carrière militaire à l’âge de 26 ans. Il épouse en mars 1832 Louise Lemau de Talancé. De cette union naissent  huit enfants, parmi lesquels Ludovic, déclaré à l’état civil sous les prénoms de Louis Marie est le sixième de la famille.

## Carrière militaire

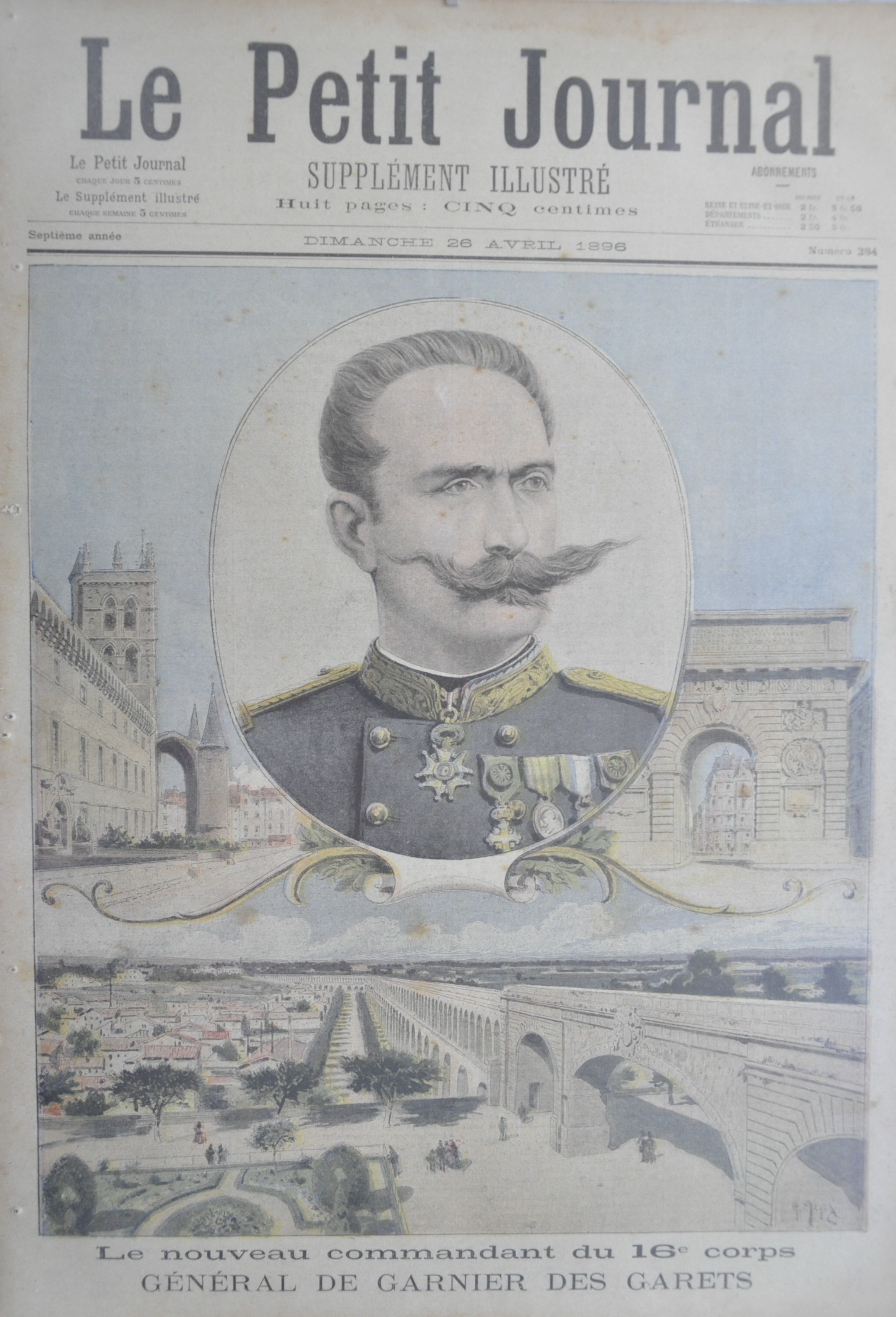

Sorti de Saint-Cyr en 1857, la première affectation de Ludovic de Garnier des Garets est le 2e bataillon de chasseurs à pied qu’il rejoint à Douai le 1er janvier 1858. Il mène alors la vie de garnison à Saint-Omer, Rennes puis Paris.

### Campagne de Chine, 1860
Volontaire pour l’expédition de Chine, il embarque à Brest sur le Rhône le 14 décembre 1859 avec son bataillon de chasseurs. Jeune sous-lieutenant des armées de Napoléon III, il participe à la campagne de Chine de 1860 : attaques des forts du Beihe - il est cité à l’ordre du Corps Expéditionnaire pour la prise du fort de Taku le 14 août 1860 – bataille de Palikao, sac du Palais d’été, entrée solennelle dans Pékin le 25 octobre.

### Campagne de Cochinchine, 1861
Après la Chine, le 2e bataillon de chasseurs fait partie des troupes envoyées en renfort en Cochinchine. Le débarquement a lieu dans la baie de Saïgon le 3 février 1861. Le sous-lieutenant des Garets y séjourne trois mois, participant à l’attaque des lignes de défense annamites autour de Saïgon. Il est cité à l’ordre de l’armée pour l’enlèvement des lignes de Ki-Hoa le 25 février 1861.

### Retour en France 1862 à 1869
À son retour en France, il est nommé lieutenant au 3e bataillon de chasseurs à pied et rejoint son unité à Rome au mois de janvier 1862. Il y retrouve son frère Henri engagé dans les zouaves pontificaux.
Nommé capitaine en août 1865, il quitte la Cité Eternelle un mois plus tard et rejoint le 20e bataillon de chasseurs à pied à Vincennes. Il commande la 1re compagnie. Formé à l’École de tir de Vincennes, il obtient le 1er prix d’adresse décerné par le Ministère de la Guerre.
Au mois de janvier 1867, il devient officier d’ordonnance du Maréchal Niel, ministre de la Guerre, jusqu’à la mort du maréchal au mois d’août 1869. Six mois plus tard, il rejoint le 20e bataillon de chasseurs à Boulogne.

### Guerre de 1870
Le capitaine des Garets part pour le front et arrive à Thionville le 21 juillet 1870. Son régiment est affecté au 4e corps d’armée commandé par le général de Ladmirault. Ludovic participe aux combats de Borny et de Gravelotte où il est blessé. Il continue néanmoins de combattre à Saint Privat.
Soigné à Metz, il est bientôt nommé chef de bataillon au 1er régiment de ligne, mais part en captivité en Allemagne après la capitulation de Metz. C’est dans cette ville, pendant sa brève convalescence qu’il rencontre celle qui sera sa première épouse, Marie Thomy.

### Commune de Paris
Libéré après quatre mois et demi de captivité en Allemagne, le capitaine des Garets rejoint l’armée de Versailles commandée par le maréchal de Mac-Mahon, le 1er avril 1871. Il est affecté au 38e régiment de marche.
Il combat à Châtillon, Clamart, Bagneux, Fontenay, Issy, Montrouge, méritant deux citations : le 17 avril à l’ordre du 2e Corps et du Corps de siège devant Paris « pour s’être distingué dans l’affaire de Châtillon dans la nuit du 13 au 14 avril 1871, » et le 1er mai « pour s’être distingué au cours de la prise du parc d’Issy dans la nuit du 29 au 30 avril 1871. »

### À partir de 1872
Le 5 octobre 1873 il est nommé au commandement du 9e bataillon de chasseurs à pied.
Du 26 mai 1875 au 28 juillet 1876, il séjourne en Algérie assurant le commandement supérieur du Cercle à Milianah.
Nommé lieutenant-colonel en juillet 1876, il est affecté au 8e régiment d’infanterie à Saint-Omer.
Envoyé en mission aux grandes manœuvres de l’armée italienne au mois d’août 1878, il passe huit mois en Italie et rejoint ensuite la garnison de Fontainebleau puis de Montargis.
Promu colonel le 12 février 1881, il commande le 77e régiment d’infanterie à Angers puis à Cholet, jusqu’en 1886.
Promu général de brigade le 11 janvier 1887, il reçoit le commandement de la 57e brigade à Toulon et est appelé à participer activement à la création des bataillons alpins de chasseurs à pied (nommés plus tard chasseurs alpins).
Pendant quatre ans, « il va s’atteler à cette tâche formidable : installer sur notre frontière des troupes recrutées parmi les montagnards savoyards et provençaux, les aguerrir, les entraîner, en faire un corps d’élite unique au monde […]
Le général des Garets a tout prévu, même le détail. C’est lui qui trouve cette tenue bleu sombre, commode, chaude en hiver, avec la grande pèlerine pratique et le béret si seyant […].»
Le 29 décembre 1898, il est élevé à la dignité de Grand Officier de la Légion d'Honneur.Promu général de division le 9 juillet 1892, il prend successivement le commandement de la 35e division d’infanterie à Bordeaux, de la 10e division à Orléans, du 16e corps d’armée à Montpellier en 1896  et du 2e corps d’armée à Amiens en 1898.

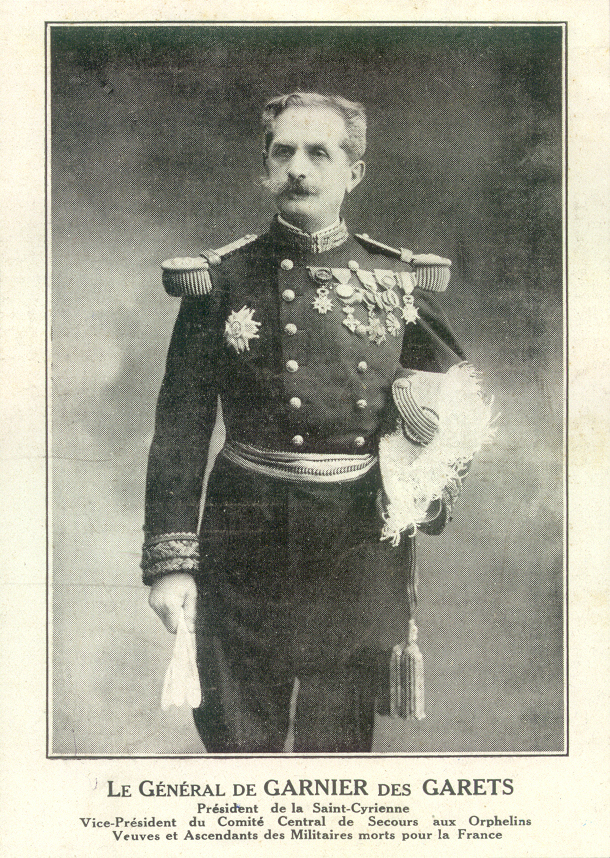
Le Général des Garets, président de la Saint Cyrienne

Membre du Conseil supérieur de la guerre en 1901, il quitte ses fonctions deux ans plus tard, à 65 ans. Placé désormais dans le cadre de réserve, il met toute son énergie au service de la Saint-Cyrienne, association d’aide aux familles de saint-cyriens.
« Cette œuvre passionne le général en retraite qui s’y dévoue corps et âme, recueillant des fonds de tous côtés, donnant des bals, des soirées, des concerts, pour alimenter une caisse qui se dérobe toujours, tant les ressources, quoiqu’abondantes, fondent vite en subventions ou pensions de retraite. La guerre de 1914 ayant, comme on sait, créé de graves infortunes parmi les saint-cyriens. Des aides aux blessés, invalides, veuves et orphelins, nécessitent de fortes sommes que l’infatigable président quête un peu partout, avec succès du reste. »
Pendant plus de vingt ans, le général des Garets se dévoue à cette œuvre de bienfaisance.

## Vie privée
Le 26 juillet 1871, le chef de bataillon Ludovic des Garets épouse en l’église Saint Martin de Metz, Marie Thomy, née le 1er janvier 1848. Ils eurent trois enfants, Germaine, Jean et Paul. Le 29 novembre 1877, Marie meurt de la tuberculose à l'âge de vingt-neuf ans, alors que le plus jeune de leurs enfants n'a que trois mois.
Quatre années plus tard, le 20 décembre 1881, le colonel des Garets épouse en secondes noces Marie de Larminat, née le 17 janvier 1848. Demoiselle d’Honneur de l’Impératrice Eugénie à l’âge de 18 ans, elle a connu deux années brillantes à la cour, jusqu’à la chute du Second Empire. Très attachée à l’Impératrice, elle l’a suivie en exil en Angleterre, restant encore auprès d’elle pendant neuf ans .
De cette union naissent quatre enfants : Marie-Louise, Henry, Louis et Sybille
Le 19 mars 1927, un mois après son épouse, le général des Garets meurt brusquement à son domicile, à l’âge de quatre-vingt-neuf ans. Ses obsèques sont célébrées quatre jours plus tard en l’église Saint Louis des Invalides. Dans l’assistance on peut reconnaître les membres de sa nombreuse famille, ainsi que les hautes autorités militaires de l’époque.

## Grades
- 1858-1859 : sous-lieutenant 2e bataillon de chasseurs à pied
- 1862-1865 : lieutenant 3e bataillon de chasseurs à pied
- 1865-1867 : capitaine 20e bataillon de chasseurs à pied
- 1867-1869 : officier d’ordonnance
- 1869-1873 : chef de bataillon 1er régiment de ligne
- 1876-1881 : lieutenant-colonel 8e régiment d’infanterie
- 1881-1886 : colonel
- 1887-1982 : général de brigade
- 1892-1896 : général de division
- 1896-1901 :  commandant de corps d’armée

## Décorations

### Décorations françaises
- Légion d'honneur :
  - Chevalier (1869)
  - Officier (1871)
  - Commandeur (1890)
  - Grand officier (1898)
- Médaille de Chine (1861)
- Officier de l'Instruction publique (1890)
- Médaille coloniale (Cochinchine) (1894)

### Décorations étrangères
- Chevalier de l'ordre d'Isabelle la Catholique (1863) [8];
- Officier de l'ordre du Médjidié (1868);
- Officier de l'ordre de Pie IX (1869);
- Officier de l'ordre des Saints-Maurice-et-Lazare (1878);
- Recompensa al Merito (Chili) (1878);
- Grand-croix de l'ordre royal de Saint-Sava (de la main du roi de Serbie, Pierre Ier) (1911);